# Kostlíni

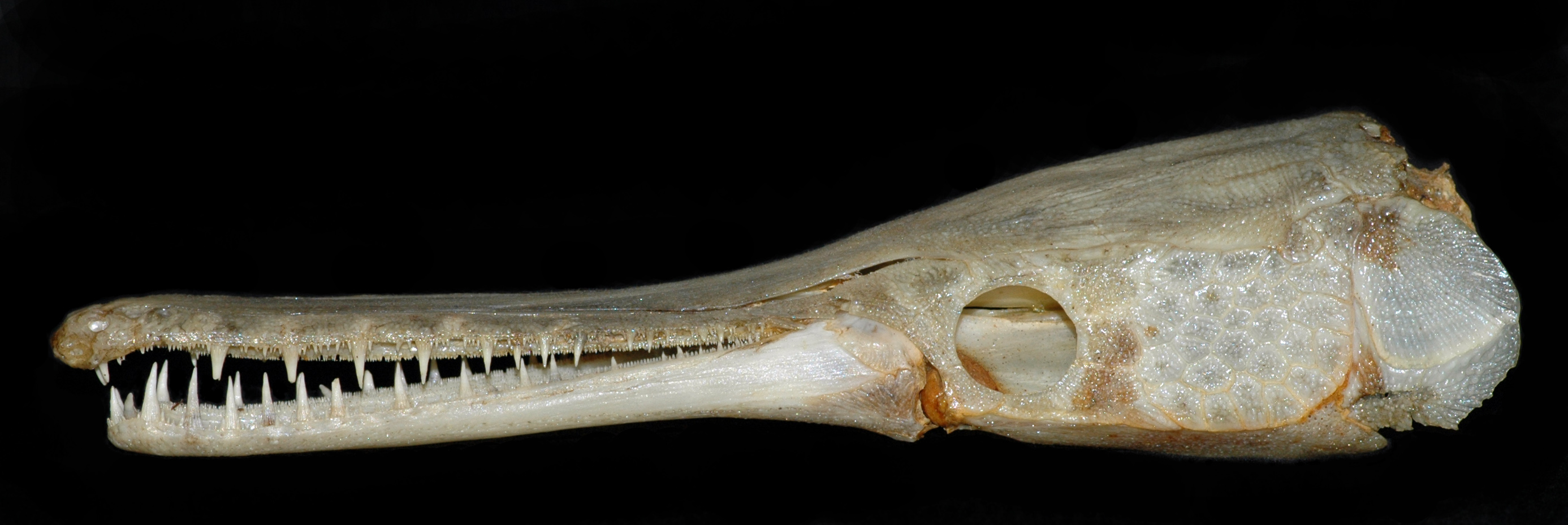
Lebka kostlína floridského

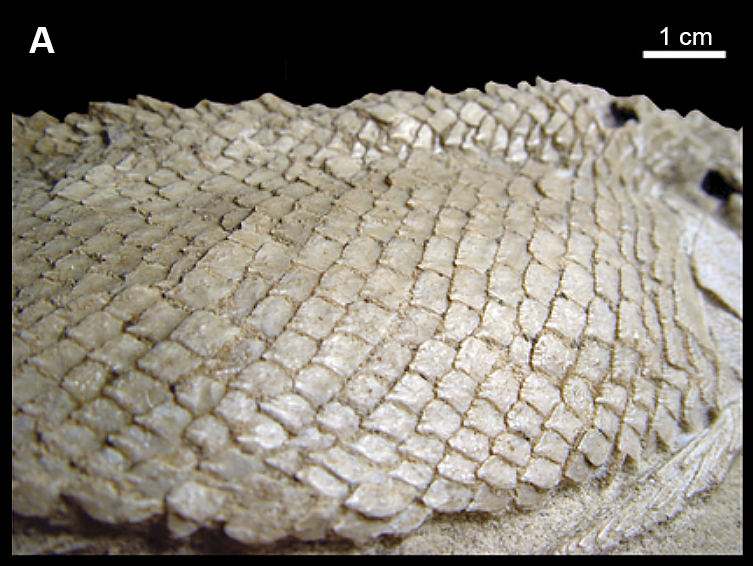
Ganoidní šupiny fosilního zástupce řádu kostlínů Pliodetes nigeriensis

Řád kostlíni (Lepisosteiformes, v širším pojetí dříve též Semionotiformes) je nepočetná skupina mnohokostnatých paprskoploutvých ryb s bohatým fosilním záznamem zastoupená dnes asi sedmi druhy kostlínů rodů Lepisosteus a Atractosteus žijících v Severní a Střední Americe a na Kubě. Jsou to ryby s nápadně protaženými ozubenými čelistmi, dlouhým tělem, velmi pevnými kosočtverečnými ganoidními šupinami a zkrácenou heterocerkní ocasní ploutví. Jejich hřbetní i řitní ploutev je posunuta vzad – kostlíni tak celkově poněkud připomínají např. nepříbuzné štiky, s nimiž sdílejí styl lovu: kolem plující kořist loví náhlým výpadem. Kostlín obrovský dosahuje délky až 3 m.
Plynový měchýř kostlínů je dobře prokrven a má zvětšený vnitřní povrch (má plástvovitou, voštinovitou strukturu) a je přídatným dýchacím orgánem. Obratle jsou tzv. opistocelní (vzadu vyduté, vpředu vypouklé), což je u paprskoploutvých ryb velmi neobvyklé. Čelistní kloub se nachází před očnicí. Kostlíni mají v zadní části střeva vyvinutou spirální řasu zvětšující povrch pro vstřebávání. Jejich jikry jsou toxické.
Fosilní druhy kostlínů jsou známy hlavně z křídy a eocénu a vyskytovaly se i na dalších kontinentech: v Jižní Americe, Evropě, Asii i Africe. Do čeledi kostlínovitých jsou řazeny i další fosilní rody a do řádu kostlínu je řazena ještě fosilní čeleď Obaichthyidae z rané křídy Brazílie a několik bazálních fosilních rodů (např. Lepidotes nebo Scheenstia). Blízce příbuzný fosilní řád Semionotiformes známý od triasu do křídy býval někdy spojován s kostlíny do jediného řádu zvaného právě Semionotiformes, někdy i Lepisosteiformes. Kostlíni a Semionotiformes tvoří evoluční linii Ginglymodi, kam patří všechny ryby bližší kostlínům nežli kaprounům (ti zastupují sesterskou linii Halecomorphi). Spolu s kaprouny a vymřelým příbuzenstvem tvoří kostlíni skupinu mnohokostných ryb.